# Полатцек, Йоханн
Йоханн Полатцек (нем. Johann Polatzek; 1838 — 17 февраля 1927, Lainz) — австрийский военный и орнитолог, таксидермист.

## Биография
Наиболее продуктивной из экспедиций учёного стало посещение в 1902—1905 годах Канарских островов. Там он обнаружил несколько новых таксонов птиц. В 19 и 20 томах Орнитологического ежегодника он опубликовал свою работу Die Vögel der Canaren в 1908 и 1909 годах, в которой рассматриваются 82 вида и подвида.
Также Йоханн побывал на Балканах и посетил Питиузские острова. Он активно собирал образцы птиц, а иногда также жуков и бабочек. Около 1500 экземпляров птиц Полатцека хранятся в Венском музее естествознания, а другая часть — в Музее естественной истории в Тринге. Дэвид Армитаж Баннерман приобрел 346 шкурок для Музея естественной истории в Лондоне в 1920 году.